# Brunémont

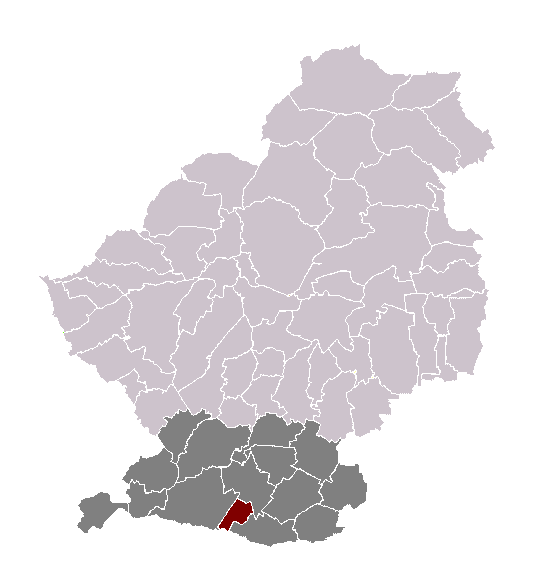
Localització de Brunémont

Brunémont és un municipi francès, situat a la regió dels Alts de França, al departament del Nord. L'any 2006 tenia 531 habitants. Limita al nord-est amb Bugnicourt, al sud-est amb Aubigny-au-Bac, al sud amb Oisy-le-Verger, a l'oest amb Arleux.

## Demografia
| 1962                                       | 1968 | 1975 | 1982 | 1990 | 1999 | 2006 |
| ------------------------------------------ | ---- | ---- | ---- | ---- | ---- | ---- |
| 328                                        | 372  | 390  | 355  | 376  | 408  | 531  |
| Des de 1962: població sense dobles comptes |      |      |      |      |      |      |

## Administració
| Període | Identitat      | Partit |
| ------- | -------------- | ------ |
| 2001-   | Gilles Poulain | PS     |